# Mary Stayed Out All Night
 (août 2018).
Maerineun oebakjung (coréen : 매리는 외박중 ; titre international : Mary Stayed Out All Night) est une série télévisée sud-coréenne de 2010 diffusé sur KBS avec comme acteurs Jang Geun-suk, Moon Geun-young, Kim Jae-wook et Kim Hyo-jin.

## Synopsis
Wi Mae Ri est la fille d'un homme d'affaires qui a fait faillite et qui cumule les dettes depuis un petit moment. À cause de cela, son père est très souvent en fuite pour échapper au créancier, la laissant seule. Mae Ri a du caractère et peu d'expérience en amour puisqu'elle n'a pas le temps de rencontrer des garçons avec son travail.
Un jour, alors qu'elle sort enfin avec ses amies, elle fait la rencontre Kang Moo Kyul un jeune homme qu'elle renverse par accident. Sur une série d'événements, ces derniers deviennent des amis.
Pour régler ses dettes, le  père de Mae Ri  promet que sa fille épousera le fils de son riche ami, Byun Jung In.  Pour échapper à ce mariage forcé, Mae Ri prétend que Moo Kyul et elle sont déjà mariés. Au lieu d'accepter cela, son père propose un accord: passer 100 jours avec les deux et ensuite, elle peut décider qui elle veut épouser. Et à partir de là, un triangle amoureux se forme ... 

## Distribution

### Acteurs principaux
- Moon Geun-young - Wi Mae Ri, fille de Dae Han
- Jang Geun-suk - Kang Mu Gyeol, guitariste et ex petit ami de Seo Joon
- Kim Jae-wook - Byun Jung In, représentant Chef de Groupe JI
- Kim Hyo-jin - Seo Joon, actrice, ex petite amie de Mu Gyeol

### Autres acteurs
- Park Joon Gyu - Jung Suk (père de Jung In)
- Park Sang Myun - Wi Dae Han (père de Mae Ri)
- Andy Lee - Kam So Young (mère de Moo Kyul)
- Shim Yi Young - Directeur Bang (ancien agent de Moo Kyul)
- Andy Lee - Lee An (acteur)
- Kim Min Gyu - Ri No (membre de la bande)
- Geum Ho Suk - Yo Han (membre de la bande)
- Park Chul Hyun - Re Oh (membre de la bande)
- Lee Eun - So Ra (ami Ri Mae)
- Kim Hae Rim - Ji Hye (ami Ri Mae)
- Chae Min Hee - Jang PD
- Yoon Yoo Sun - écrivain dramatique

## Diffusion internationale
- KBS2: Lundi et mardi à 21h55 (2010)
- ABS-CBN: avec le titre Marry Me, Mary! diffusé du 20 juin au 5 août 2011
- Star Chinese Channel/Channel [V] (Taïwan)
- TBS
- Xing Kong
- TVB
- 8TV
- Star Theather
- MBC 4